# Bilal-Moschee (Aachen)

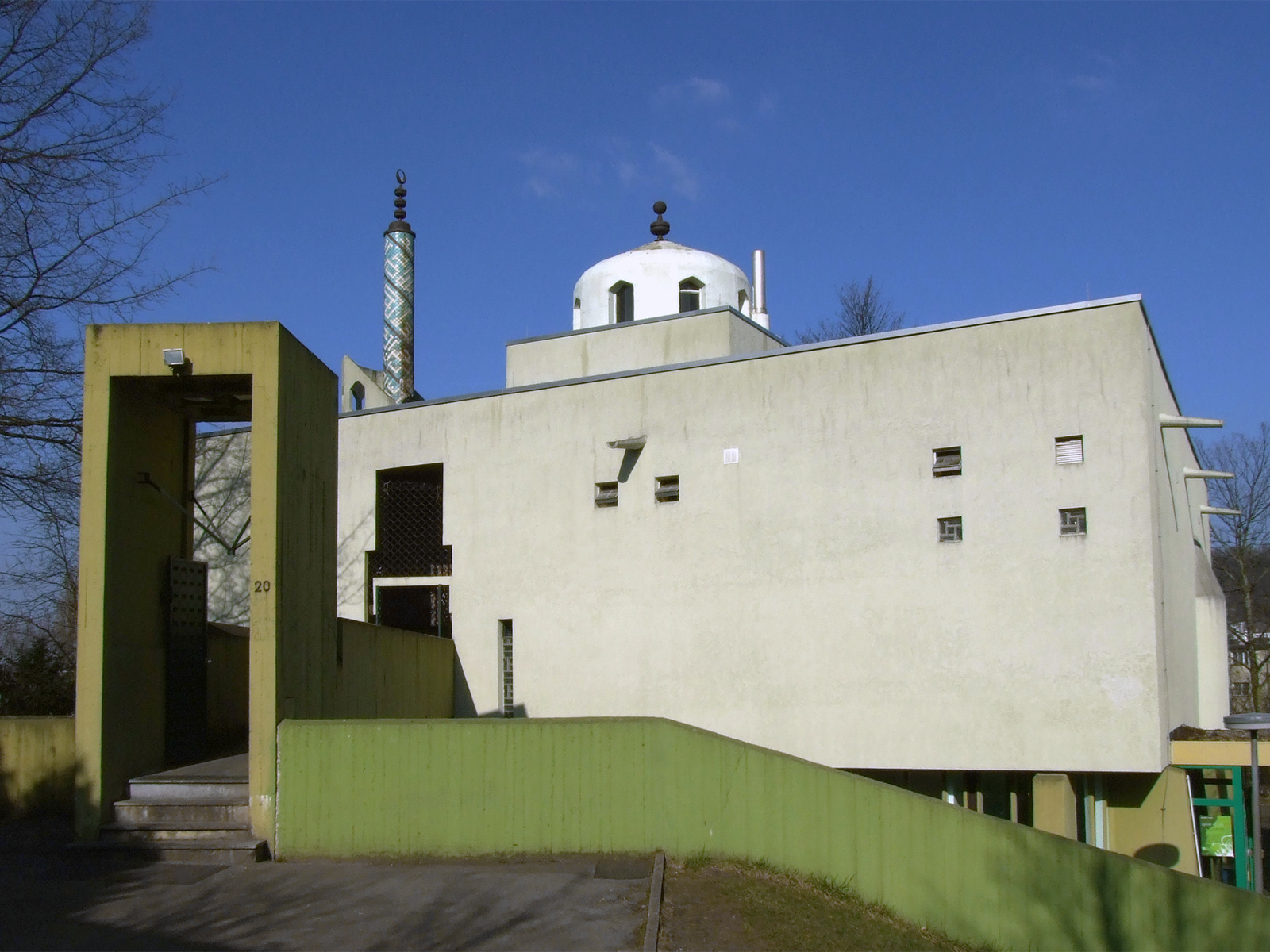
Bilal-Moschee, Eingang Prof.-Pirlet-Str. 20

Die Bilal-Moschee in Aachen wurde 1964 bis 1971 auf dem Gelände der Technischen Hochschule Aachen erbaut und nach Bilal al-Habaschi benannt. Sie ist nach der Wilmersdorfer Moschee in Berlin, der Fazle-Omar-Moschee in Hamburg, der Nuur-Moschee in Frankfurt am Main und der Imam-Ali-Moschee in Hamburg die fünftälteste noch bestehende Moschee Deutschlands, sowie die vierte Moschee, die in Deutschland nach dem Zweiten Weltkrieg gebaut wurde. Die Bilal-Moschee gilt als Vorreiterin im Bezug auf den interreligiösen Dialog.

## Geschichte
Erste Pläne zum Bau der Moschee reichen bis in das Jahr 1956 zurück. Als Bauherrin fungierte die Internationale Muslimische Studenten Union e. V. (IMSU), die auch heute noch existiert, auch wenn sich die Moschee inzwischen in der Trägerschaft des Islamischen Zentrums Aachen e. V. (IZA) befindet. Die Grundsteinlegung erfolgte am 13. Mai 1964. Eröffnet wurde die Moschee bereits 1967, obwohl zu diesem Zeitpunkt das Minarett und viele Details der Innenräume noch in Planung waren. Als letzter Bauteil wurde das Minarett der Moschee 1971 fertiggestellt. Im Januar 2012 wurde die Bilal-Moschee als Aachener Baudenkmal unter Schutz gestellt.
Entworfen wurde die Moschee von Rudolf Steinbach, zum Zeitpunkt des Baus Professor für Baukonstruktionslehre an der Technischen Hochschule Aachen, und seinem damaligen Assistenten Gernot Kramer. An den Baukosten in Höhe von 800.000 DM beteiligten sich 14 islamische Staaten, darunter Mali, Indonesien, Malaysia, Persien und zahlreiche arabische Staaten. Als einziger deutscher Geldgeber beteiligte sich die Stadt Aachen mit einer Spende von 10.000 DM.
Die Gemeinde des Islamischen Zentrums Aachen ist eine der ältesten islamischen Gemeinden in Deutschland.

## Gebäude
Die quadratische, dreigeschossige Moschee mit Kuppel und Minarett vereint klassischen Moscheebau, klassische Moderne und zeitgenössischen Kirchenbau. Ihr originaler Baukörper entsprach mit einem Hof und angrenzendem Gebetssaal dem Typus der arabischen Stützenmoschee. Er hatte außen wie innen Sichtbetonfassaden, die Kuppel des Treppenturms und die Lichthauben über dem Gebetssaal waren mit Zinkblech verkleidet. 1979/80 wurde der Innenhof überdacht, um einen größeren Saal zu schaffen. Zudem wurden weitere originale Bauteile verkleidet, verputzt oder bemalt, sodass vom ursprünglichen Eindruck nicht viel geblieben ist.
Der Gebetssaal fasste ursprünglich 150 bis 180 Personen, nach dem Umbauten zwischen 1977 und 1980 dann bis zu 600 Personen (davon 100 Frauen auf der Galerie). Die Kosten von rund einer Million DM für die Erweiterung der Moschee wurde vorwiegend durch Mitgliedsbeiträge, Privatspenden aus dem In- und Ausland, insbesondere von türkischen Arbeitnehmern, und Spenden von Organisationen finanziert.

## Islamisches Zentrum Aachen e. V. (IZA)
1978 wurde das Islamische Zentrum Aachen – Bilal-Moschee – e. V. (IZA) beim Amtsgericht Aachen als Verein eingetragen, um der Bilal-Moschee eine angemessene rechtliche Struktur zu geben. Issam El-Attar (1927–2024) – weltweit bekannter islamischer Gelehrter und Denker und von 1957 bis 1975 formales Oberhaupt der Muslimbruderschaft in Syrien – war von 1978 bis 1996 Leiter des IZA. El-Attar war Oppositionspolitiker im letzten demokratisch gewählten syrischen Parlament (1961) und Führer einer großen islamischen und bürgerlichen Bewegung, welche aus Muslimen und Nichtmuslimen bestand und sich für Gerechtigkeit, Freiheit und Demokratie einsetzte. Aufgrund der Entwicklungen nach einem Militärputsch in Syrien wurde Issam El-Attar im Anschluss an eine Pilgerfahrt 1964 die Wiedereinreise nach Syrien verweigert. Ziel des IZA ist es, einen Beitrag zur Herausbildung einer islamischen Identität und einer Integration von Muslimen in die Gesellschaft auf der Grundlage der freiheitlich-demokratischen Grundordnung zu leisten. U.a. setzt sich das IZA für einen Dialog zwischen Muslimen und der Aachener Öffentlichkeit auf allen Ebenen ein.

### Vernetzung
Das IZA ist Mitglied des ZMD. Die Islamische Jugend Aachen e. V., die Islamische Mädchengruppe Aachen, der Jungennashat und der IMSU e. V. (Muslimischer Studentenverein Aachen) sind Gruppen, die eng an das IZA angebunden sind. Darüber hinaus unterhält das IZA zahlreiche Verbindungen zu anderen Organisationen. Zur Förderung des interreligiösen Dialogs engagiert sich das IZA u. a. im Aachener Gesprächskreis ‚Religionen für den Frieden‘, im ‚Christlich-Islamischen Frauengesprächskreis‘ sowie im Arbeitskreis „Dialog der Religionen“ der Stadt Aachen.
Das IZA, das zeitweise auch vom Verfassungsschutz beobachtet wurde, distanziert sich von dem Vorwurf, Kontakte zur syrischen Muslimbruderschaft zu besitzen. „Das IZA hat keine organisatorischen Verbindungen zur Muslimbruderschaft oder zu anderen Bewegungen“, heißt es auf der Homepage mit Blick auf den früheren IZA-Leiter Issam El-Attar, der Anfang der 60er Jahre Oppositionsführer in Syrien war, aber seine Mitgliedschaft in der Partei „bereits 1977“ aufgegeben hat.